# Лопухинский переулок (Москва)
Лопухи́нский переу́лок — небольшая улица в центре Москвы в Хамовниках между Остоженкой и Пречистенкой.

## Происхождение названия
Название возникло по фамилии домовладельца (1820-х годов) поэта и переводчика, гвардии поручика А. В. Лопухина. Ранее переулок назывался Репнинский, по домовладелице конца XVIII века Репнинской. До 1922 года это название имел также нынешний Языковский переулок, которому было дано нынешнее название для устранения одноимённости.

## Описание
Лопухинский переулок соединяет Остоженку и Пречистенку. Начинается от Остоженки напротив 1-го Зачатьевского переулка, проходит на северо-запад до Пречистенки, за которой переходит в Пречистенский переулок.

## Примечательные здания и сооружения
По нечётной стороне:
- № 1а — доходный дом Ремизовых (1910—1911, архитектор И. П. Машков)
- № 3, стр. 1 — доходный дом А. И. Чернова (1911—1912, архитектор Г. А. Гельрих)[1]
- № 3, стр. 3 — дом А. И. Чернова (1902, архитектор И. П. Машков)[1]
- № 5 стр.1, стр. 2 — жилой дом (1876, архитектор В. Н. Карнеев; 1911—1914. архитектор Н. Г. Лазарев), ныне — посольство Кении[2]

По чётной стороне:
- № 4 — здание гимназии (1915, архитектор А. М. Рухлядев)
- № 6, стр. 1 — банк ООО КБ «Адмиралтейский»; типография Печатный Дворъ.
- № 8 — доходный дом (перестроен в 1894 году архитектором С. У. Соловьёвым)